# Пишпекский уезд
Пишпекский уезд (Токмакский уезд) — административно-территориальная единица Семиреченской области Туркестанского генерал-губернаторства.

## История

Карта административного деления Семиреченской области.

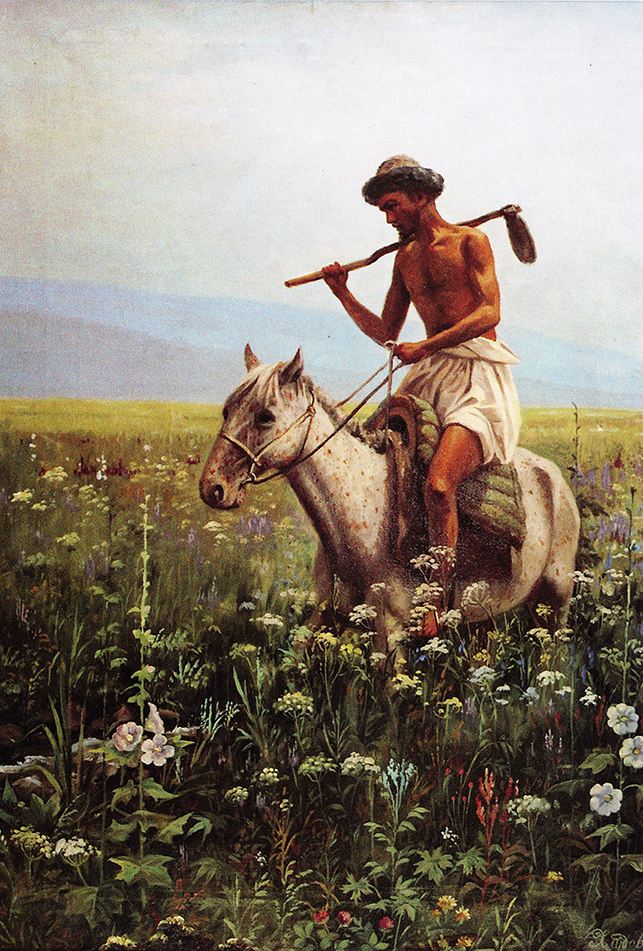
Николай Хлудов. «Поливальщик пашни».
Российская империя, Туркестанское генерал-губернаторство, Семиреченская область, Пишпекский уезд, село Бурундай, 1913 г.
Центральный Государственный музей Республики Казахстан.

Уезд образован при формировании Семиреченской области в 1867 году. Первоначальное название — Токмакский уезд с центром в селе Большой Токмак (в настоящее время город Токмак Чуйской области Кыргызстана). В связи с принятием 25 марта (6 апреля) 1891 года Положения об управлении Акмолинской, Семипалатинской, Семиреченской, Уральской и Тургайской областями уезд был переименован в Пишпекский, а его центром стал Пишпек.
В 1906 году состоял из трёх участков: Пишпекского, Беловодского и Токмакского.
Пишпекский участок:
Крестьянская волость:
- Лебединская

Самостоятельное крестьянское киргизское старшинство:
- Таш-Тюбе

Семь киргизских волостей:
- Аламединская
- Восточно-Ргайтинская
- Иссыгатинская
- Калгутинская
- Кыбраевская
- Толкановская
- Чумичевская

Беловодский участок:
Два казачьих селения ещё не устроенных:
- 2-й чуйский участок
- 3-й чуйский участок

Крестьянская волость:
- Беловодская

Дунганская волость:
- Александровская

10 киргизских волостей:
- Багишевская
- Джамансартовская
- Джилангузовская
- Дулатовская
- Карабалтинская
- Кукрековская
- Ново-Чуйская
- Сейкимовская
- Сукулукская
- Чуйская

Токмакский участок:
Торговое местечко:
- Токмак

Крестьянская волость:
- Токмакская

Дунганская волость
- Николаевская

11 киргизских волостей:
- Булекпаевская
- Джанышевская
- Карабулакская
- Каракечинская
- Кочкарская
- Сарыбагишевская
- Сусамырская
- Темирбулатовская
- Тынаевская[1]

## Природная характеристика
Юго-западная часть уезда рядом с озером Иссык-Куль была гориста. Горный хребет Александровский тянулся также в юго-западном направлении уезда. На севере — пустынная степь, по которой протекает река Чу.

## Хозяйственная деятельность
Основным занятием крестьянского населения было земледелие на плодородных землях долины реки Чу. По склонам Александровского хребта сеялись яровая и озимая пшеница, ячмень, овёс, рис, просо, рожь и картофель. Крестьяне также разводили арбузы, дыни, тыквы, огурцы.
Кочевое население занималось скотоводством.
Также у местного населения были развиты охота, рыболовство и пчеловодство.
Несмотря на наличие в уезде полезных ископаемых, промышленность, в том числе горная, была не развита. К 1893 году в уезде действовали: конский и сыроваренный заводы, 41 незначительные фабрика и заводы (преимущественно мельницы), а также ремесленники.
Основными торговыми центрами являлись Пишпек и Большой Токмак.